# 浦西

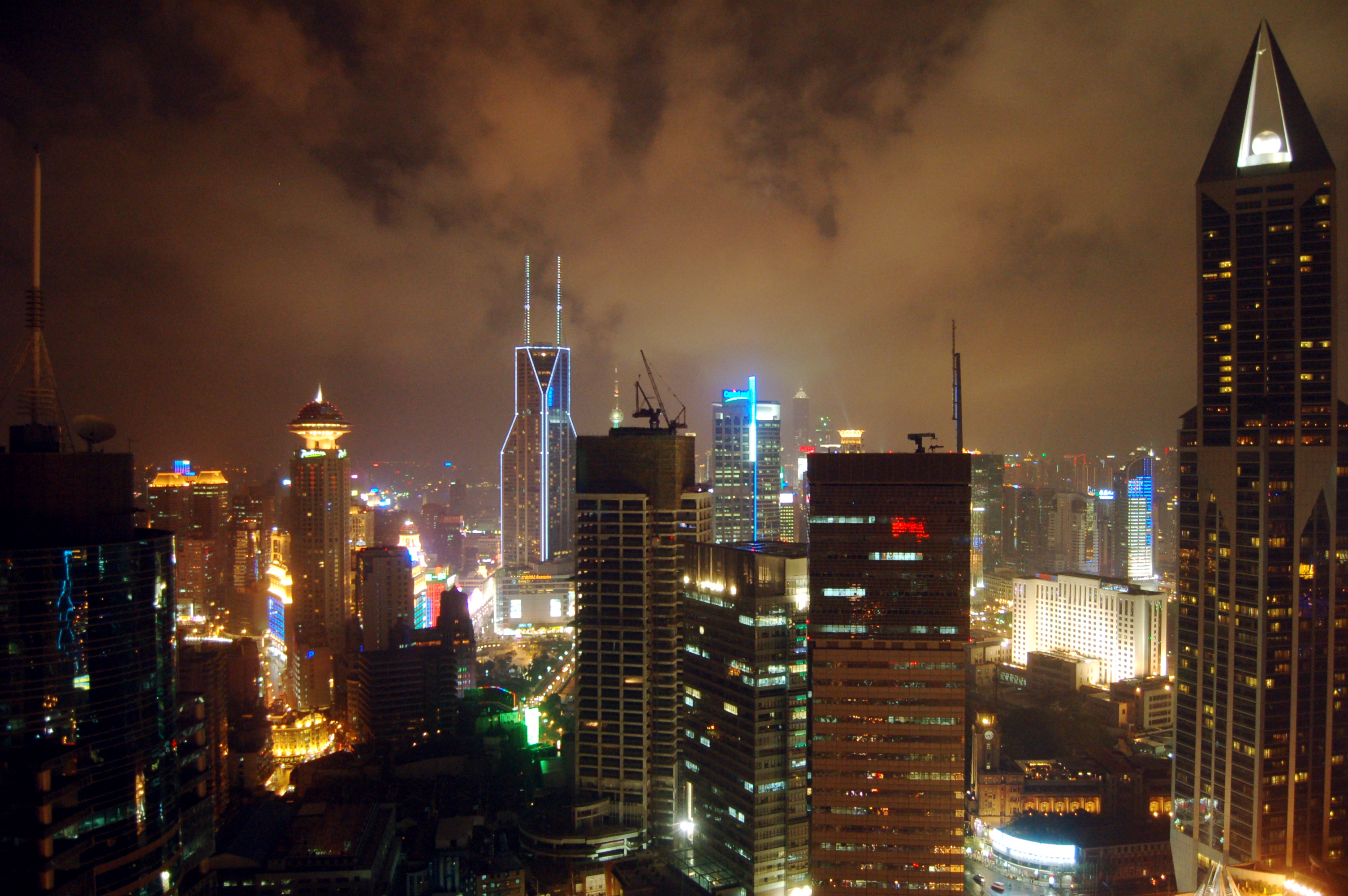
浦西夜景

浦西，上海市地片名称，是上海市政治、金融、商业、文化的中心区域，因在黄浦江以西，故名。狭义泛指黄浦江以西的沿江地带。广义指黄浦江以西、苏州河以南的上海市区，包括黄浦区、静安区、长宁区、普陀区、徐汇区。通常也涵盖了苏州河以北的上海市区，包括虹口区、杨浦区。近郊上海居民习惯也称浦西为上海。

## 历史

### 城墙时代
上海市最早的市区是在原南市区（现被并入黄浦区）部分，上海市民俗称“老城厢”。这个范围为今天中华路人民路的区域里面，即上海县城。城墙于1912年，由沪军都督府及上海乡绅进行筹款拆除，并填护城河，筑成中华路以及民国路（1949年以后改称人民路）。

### 殖民时代
1842年，《中英南京条约》签订以后，上海作为五口通商之一正式开埠。1843年，英国驻沪总领事巴富尔与时任上海道台宫慕久在上海县城签订《上海租界章程》，在苏州河以南、洋泾浜以北、李家庄以东建立租界，法国也在洋泾浜以南划定法租界。
日后，随着1890年代的租界扩张以及工部局和公董局的“越界筑路”，浦西的范围逐渐扩大到公共租界以及法租界，包括越界筑路地段。
由于作为租界时期的城市中心，租界当局在浦西投入较多资金用于市政工程的建设。包括1908年建成至今仍在使用的外白渡桥。浦西逐渐成为上海以及全中国的经济、文化中心。国民政府时期，浦西聚集了四行两局一库、最大的证券交易所、数家外资银行驻华总部。

### 1949年以后
由于战争的影响，导致租界人口激增。1943年，随着租界的结束，浦西的范围不仅仅局限于租界。到1949年时，浦西成为全国人口最为密集的地区，居住着将近520多万的人口。
由于西方殖民文化的长期影响，以及抗日战争起的关键因素。浦西逐渐分化为两极，在上海话中称为“上只角”和“下只角”。上只角基本上是租界地区，即今老黄浦、老静安、老卢湾以及虹口、徐汇部分地区。下只角多为闸北、普陀的棚户区。
1956年以后，大陆实行计划经济，上海成为最大的制造业基地，但随着户籍制度的实行，上海的人口趋于稳定增长。尤其在计划生育实行以前，上海人口增加幅度较大。但是在1980年代末之前，上海公共工程因为计划经济的部分原因导致城市公共设施老化，较多的仍是沿用数十年前租界当局的公共设施。
1990年代以后，浦西开始大规模的旧区改造，城市面貌发生极大变化，如今的浦西已经成为亚洲地区最繁华最时尚的地区之一。

## 交通

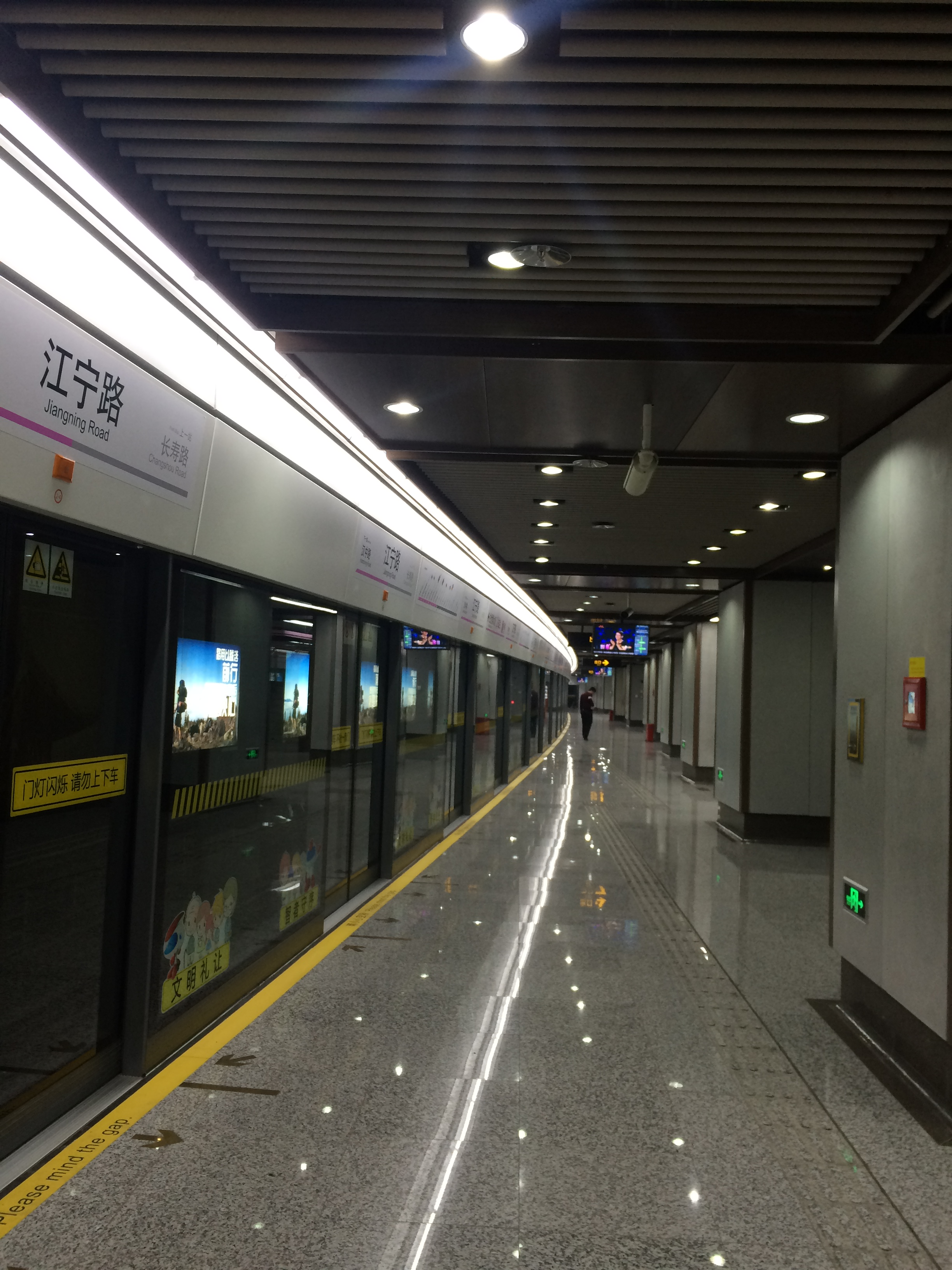
上海地铁江宁路站站台

浦西拥有上海最发达的公共交通网络。拥有高架路、公交、地铁、高架轨交、轮渡等立体化的网络。
目前运营的公交线路有上千条。轨道交通正在建设以及建成的共有10多条线路。城市中心拥有成都路高架以及延安路高架。市区周边拥有三道环线高架路，即内环、中环、外环。
上海虹桥国际机场亦位于浦西地区。

## 住宅条件
浦西在1980年代，大部分住宅为石库门、新式里弄以及花园洋房。90年代初上海大规模的市政工程开工、以及旧区改造的进行，大批石库门被拆除，取而代之的是塔式公寓或者连排公寓，而千禧年至今上海开始大力建设高层公寓小区。
目前浦西可以看到上文所指的所有类型的住宅，目前的新建住宅多以高层公寓小区为主。

## 观光景点
上海浦西有着众多的观光旅游景点，其中以人文历史类为主要景点区。

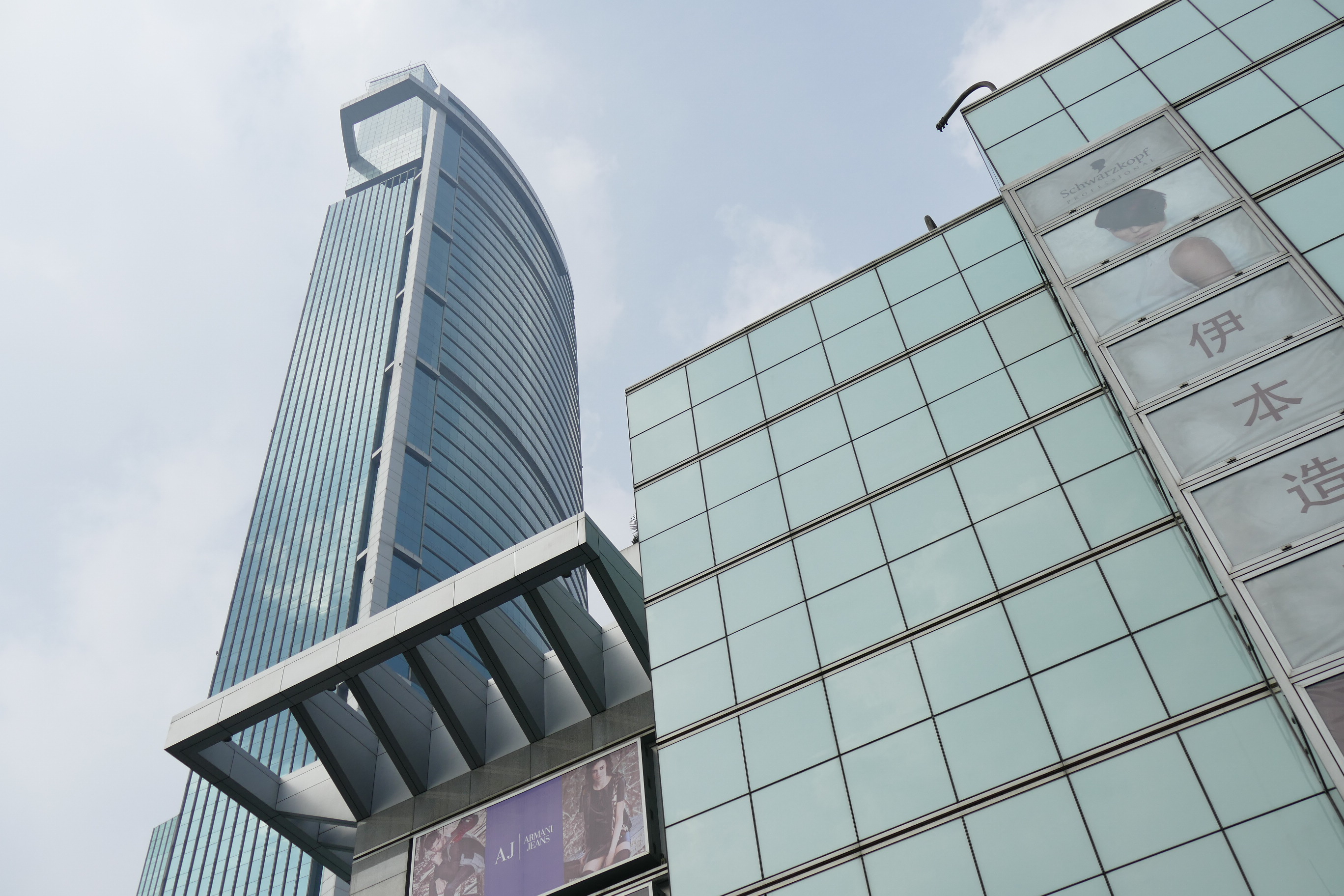
南京西路的摩天大楼

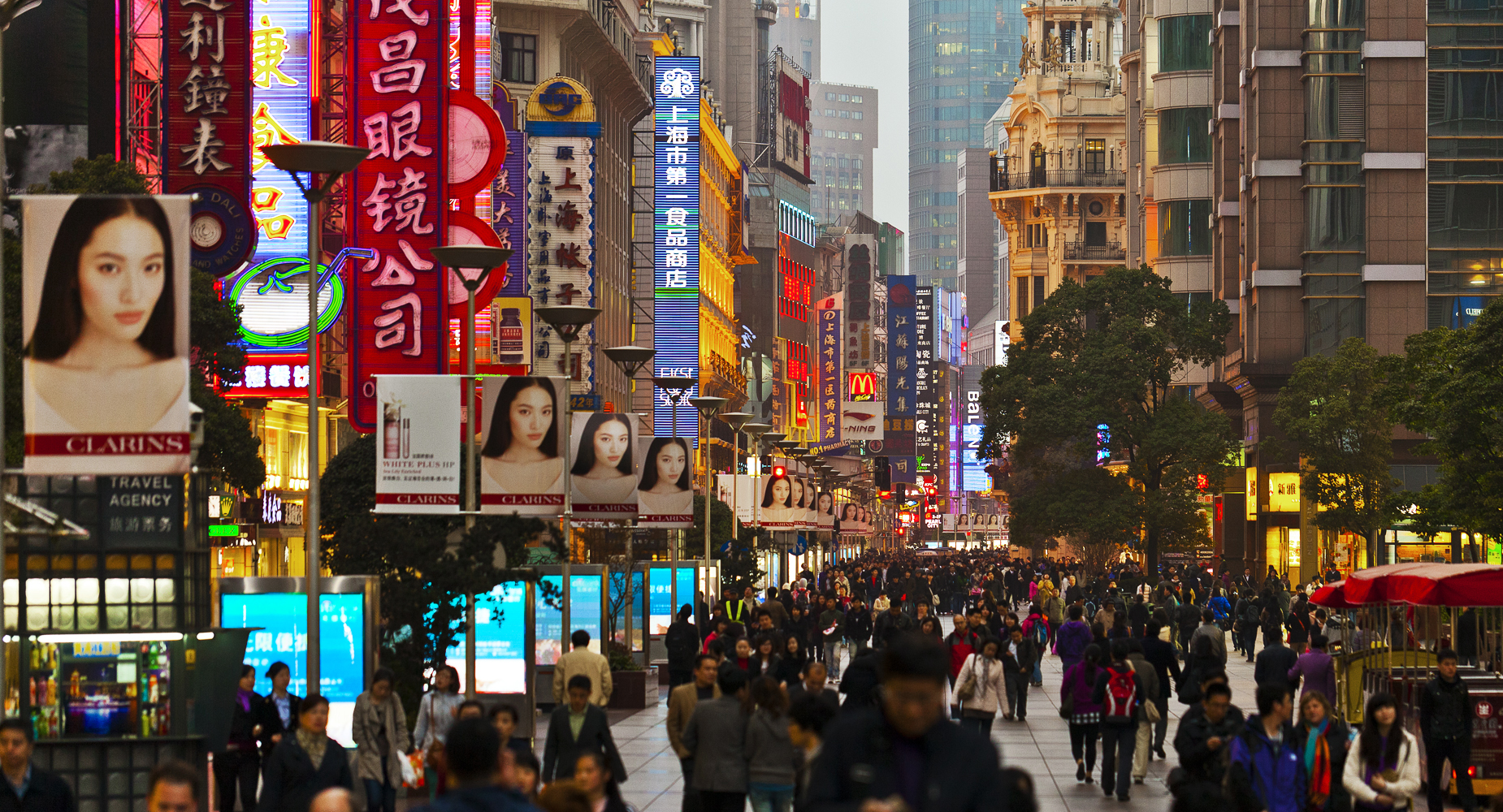
繁华的南京东路商业街

- 人民广场：位於上海市黃浦區，是上海的政治、經濟、文化、旅遊中心和交通樞紐，也是上海最為重要的地標之一。

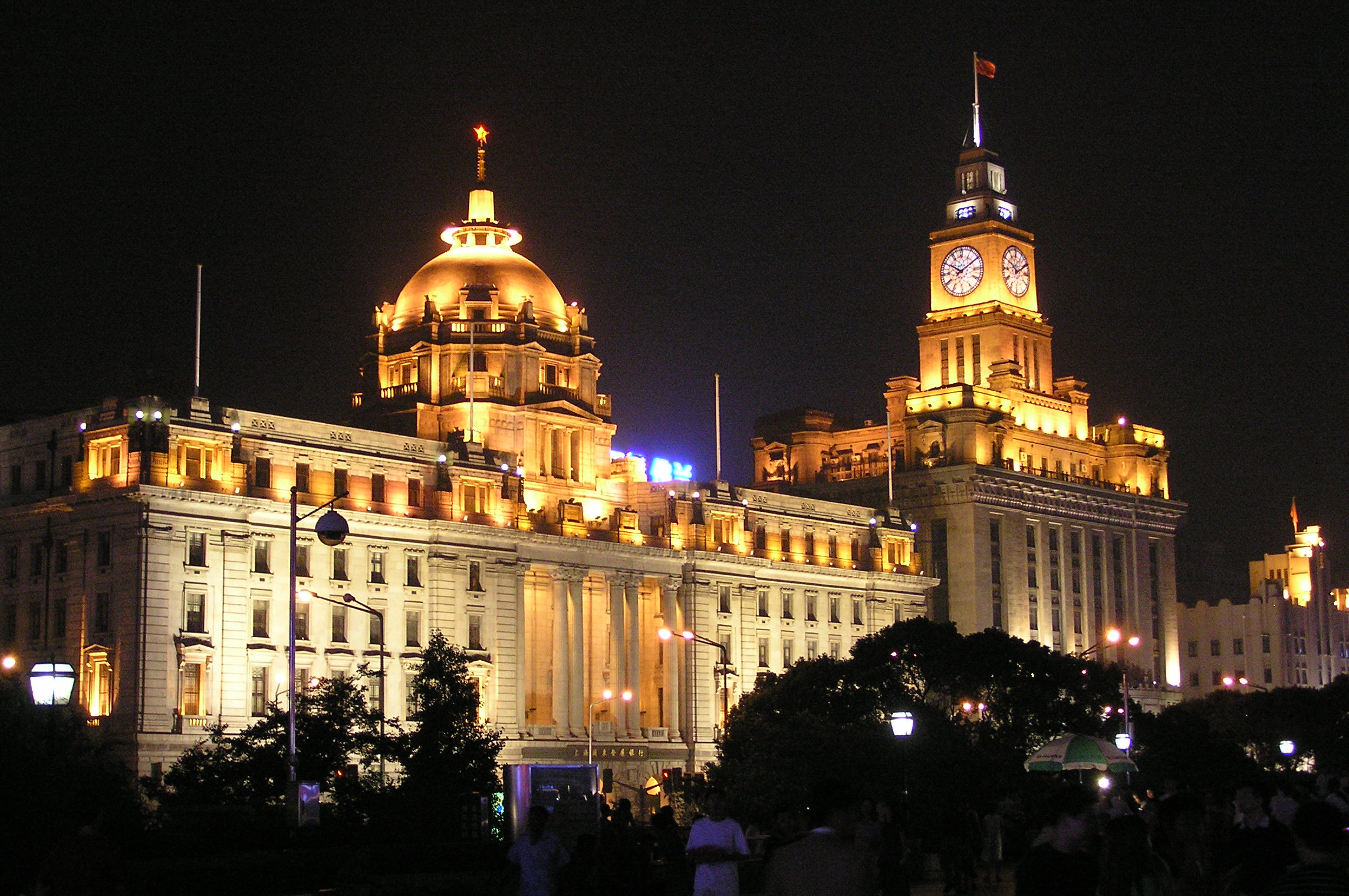
外滩的汇丰银行大楼和江海关旧址

- 外滩：即中山东一路，是上海市中心的一個區域，由一段沿黃浦江的馬路和沿路的建築和設施構成，為上海重要的地標之一。全長1.5公里，南起延安東路，北至蘇州河上的外白渡橋，東面即黃浦江，西面是舊上海金融、外貿機構的集中地。外灘沿路坐擁二十多幢風格各異的的歷史建築，有折衷主義的，也有文藝復興式的，還有早期現代式的，故而被譽為「萬國建築博覽群」。自上海開埠後，外灘就開始成為了上海乃至中國的金融及貿易中心，也被稱為「東方華爾街」。

- 外滩源：外灘源是上海一塊歷史悠久的區域，位於上海外灘北端，蘇州河與黃浦江的交匯處，是近代上海政治、文化、西學、金融、商業的重要發源地之一，並保留了眾多歷史悠久的建築。1848年，英國駐上海總領事館最先在這裏開始建造。之後，這裏又集中了許多的非營利組織，如亞洲文會北中國支會等。

- 南京东路：上海市中心一條東西向馬路，東起中山東一路的外灘，西至西藏中路。其中河南中路至西藏中路段為商業步行街。南京東路闢築於1851年，是上海開埠以後最早修築的幾條馬路，並逐漸發展成為上海乃至世界上最繁華的商業街之一 。

- 南京西路：南京西路是上海傳統的四大傳統商業街，雲集了眾多高檔商場、寫字樓包括目前上海浦西第一高樓會德豐國際廣場以及酒店。同時這些現代建築與保留下來的花園住宅、公寓等其它歷史建築一起形成了現在南京西路特有的風味。

- 静安寺：上海静安寺是一座佛教寺廟，位於中國上海市靜安區南京西路1686號，其歷史可以追溯到公元3世紀的三國時期，是中國江南地區歷史悠久、頗具影響的名剎之一。

- 上海恒隆广场：恒隆廣場（Plaza 66）是上海第5高的摩天大樓，位於靜安區南京西路北側的1266號，陝西北路與西康路之間。地上66層，288米，地下3層，裙房5層，佔地30788平方米。設計師為Kohn Pedersen Fox，流線型玻璃主體建築，建成於2001年，建成時是中國上海浦西地區的第一高樓。包括寫字樓和上海高档購物中心。

- 新天地：上海新天地於2001年建成，是香港瑞安集團在上海投資建設的一個現代化餐飲、休閒、娛樂和購物的時尚地標。靠近淮海路商業街，周圍有多家高級寫字樓。同时，新天地亦是一个保留了上海本土文化的旅遊景點。

- 上海邮政博物馆：上海郵政博物館是中國上海市的一家博物館。博物館坐落於北蘇州路250號上海郵政大樓內，主要由二層展廳、樓頂花園、一層中庭實物模型展區、大清郵政局場景及「未來郵政」環幕影廳組成。

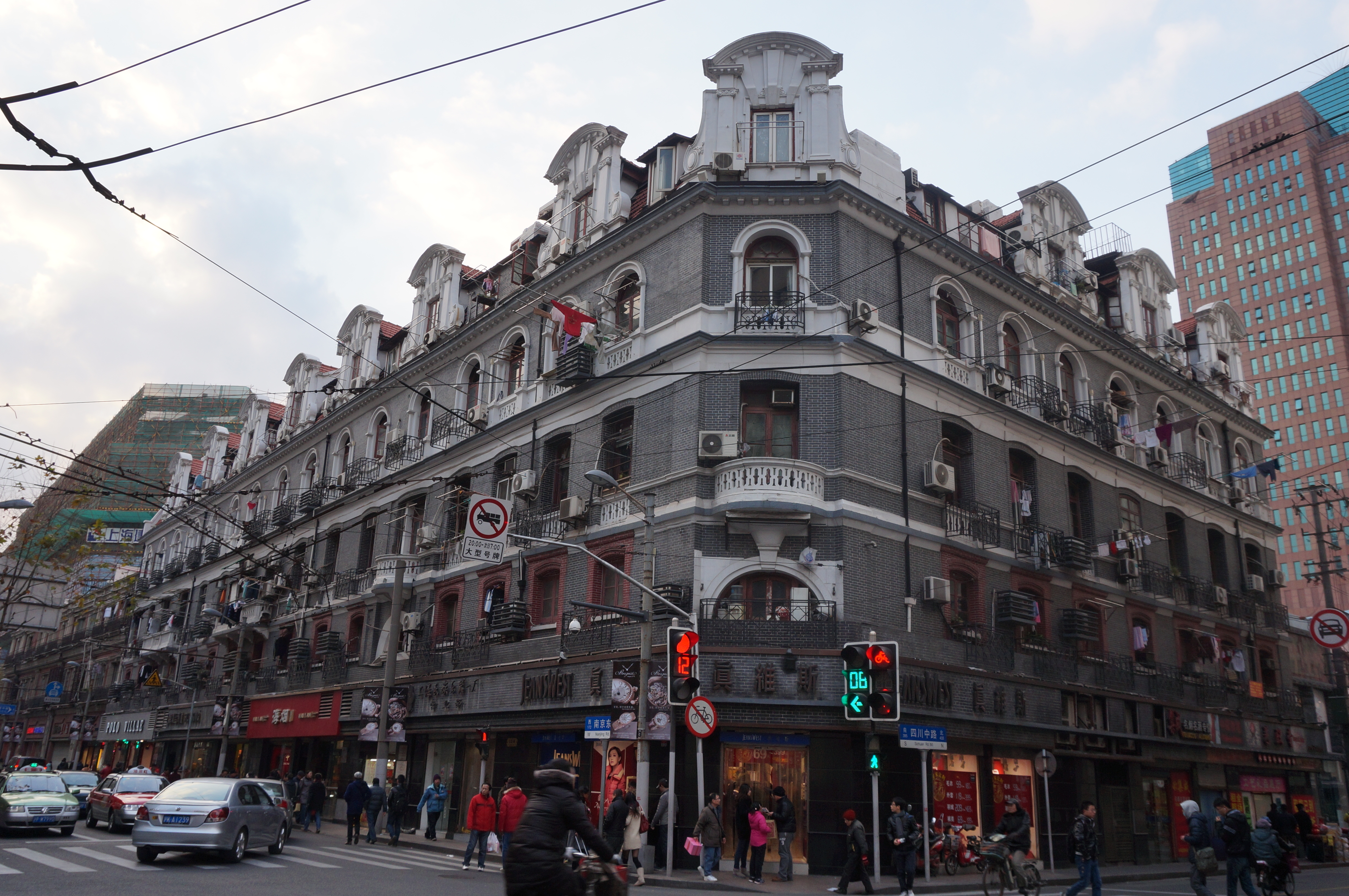
慈安里大楼

- 淮海路：上海淮海路是上海市中心的一條著名商業街，雲集了眾多高檔商場、寫字樓以及酒店，但同時也仍然保留了不少歷史建築。在上海，廣義的淮海路一共包括3段：東端的淮海東路，東起人民路，西迄西藏南路，長373米，在法租界時代原名寧波路。西端的淮海西路，長1506米，東起華山路，西迄虹橋路、凱旋路交匯處，原名喬敦路，開闢於1925年，是最後一批的上海公共租界越界築路，1930年代改稱陸家路。淮海東路和淮海西路都是長度較短的僻靜馬路，與繁華的淮海中路大異其趣。狹義的淮海路專指淮海中路，東起西藏南路，西至華山路，全長5500米。是橫貫原上海法租界的一條主幹道。1900年法公董局興建，重慶路以東位於剛剛拓展的上海法租界內，形成華人商住區，多石庫門里弄住宅；以西屬於越界築路，當時還是鄉村地帶，1914年也被圈入上海法租界，到1920年代附近一帶形成大規模的高級住宅區，花園洋房和高級公寓較多。1930年代，隨着大批白俄難民的到來，在中段迅速形成十分繁華，富有異國情調的高雅商業街。

- 田子坊：田子坊是上海的一處弄堂，位於黃浦區泰康路210弄，為國家3A級景區。田子坊本名志成坊，建於1930年，畫家汪亞雲一家曾入駐其中的隱雲樓，創辦了「力社」。2001年街坊改造，黃永玉將其改為今名，與《史記》所載中國最年長畫家田子方諧音。2005年，田子坊得以躋身上海十大創意產業聚集區。坊內各式建築混雜，涵蓋了折中主義、新文藝復興、現代主義、中國傳統磚木結構、西班牙式、英國城堡式、巴洛克式各種風格。石庫門的建築風格最為多樣，有20餘種。坊內內有酒吧、畫廊、藝術工作室、購物小店等。

- 百乐门：百樂門大舞廳是上海的一個歷史悠久的綜合性娛樂場所。全稱「百樂門大飯店舞廳」。該娛樂場於1933年正式對外營業，曾一度是中華人民共和國成立前夜上海的核心地帶，吸引了無數社會名流，被譽為「東方第一樂府」。 該娛樂場位於上海市靜安區愚園路218號，華山路路口處，東臨靜安寺。

- 豫园：豫園座落於中國上海市黃浦區，原上海老城廂東北部，北靠福佑路，東臨安仁街，西南有城隍廟、豫園商城，是建於明朝時期的古典園林。豫園建於1559年，最初是四川布政使潘允端的私人園林，他建造此園林的目的是「愉悅老親」，而「愉」和「豫」意思相通，故而得名豫園。之後，豫園輾轉於多人之手並經受多次戰火的摧殘。如今，其是典型的江南園林代表並已經成為上海著名的遊覽勝地。

- 和平饭店：和平飯店（英語：Peace Hotel）是位於上海南京東路與外灘路口的一家飯店，其有南樓和北樓兩棟歷史建築組成。991年到1994年，和平飯店連續4個年度被評為「世界最著名飯店」，並至今仍是中國内地唯一一家被評為世界著名飯店的酒店。

- 外白渡桥：外白渡橋是中國的第一座全鋼結構鉚接橋樑和僅存的不等高桁架結構橋，同時也是自1856年以來在蘇州河河口附近同樣位置落成的第四座橋樑。由於處於蘇州河與黃浦江的交界處，因此成為連接黃浦與虹口的重要交通要道。由於其豐富的歷史和獨特的設計，外白渡橋成為上海的標誌之一，同時也是上海的現代化和工業化的象徵。

- 常德公寓：原稱愛林登公寓（英語：Eddington House），位於上海靜安區常德路195號，靠近南京西路與愚園路。張愛玲曾於1942至1947年居住在這座公寓5層的65室，並在此期間發表了《傾城之戀》、《金鎖記》等作品。

- 国际饭店：國際飯店（英語：Park Hotel）位於上海黃浦區人民廣場附近南京西路北側與黃河路西側的轉角處，建成於1934年，是上海的一座著名老飯店，為上海灘於1930年代至1940年代的地標之一，也是上海城市平面坐標系的原點所在地。自該飯店建成以來，建築內部的裝潢經過多次更改，所有權也曾有更換。2006年5月25日，國際飯店被公佈為全國重點文物保護單位。

- 汇丰银行大楼：滙豐銀行大樓（曾稱市府大樓），是一幢位於上海外灘12號的知名建築，是外灘佔地最多、門面最寬、最為壯觀的大樓。其曾於1923年至1955年期間作為香港上海滙豐銀行在中國上海的分行大樓，管轄中国大陸所有的業務。今天大樓是上海浦東發展銀行的總部駐地。大樓於1921年5月5日開工，由英資公和洋行設計，英商德羅·考爾洋行承建，於1923年6月23日建成，被認為是中國近代西方古典主義建築的最高傑作。1989年，滙豐銀行大樓入選第一批上海市優秀歷史建築。滙豐銀行大樓曾被稱是「從蘇伊士運河到遠東白令海峽最講究的建築」，建築面積23415平方米，曾是遠東最大的銀行建築，也曾是世界上第二大銀行建築，僅次於英國的蘇格蘭銀行大樓。至今依然被公認為是外灘建築群中最漂亮的建築，其精緻的穹頂壁畫一直被人所津津樂道。現在，滙豐銀行大樓與其北面的江海關大樓一同是每年跨年期間外灘4D燈光秀的舉辦地。

- 上海亚细亚大楼:上海亞細亞大樓（英語：Asia Building, Shanghai），位於上海黃浦區中山東一路1號，也因此被稱為「外灘第一樓」。該樓由麥邊洋行出資、馬海洋行設計、裕昌泰營造廠於1913年興建，1916年竣工。大樓總高八層，外立面為折衷主義風格。1989年，被選入上海市第一批優秀歷史建築。

- 上海东方汇理银行大楼：是法資東方匯理銀行（Banque de l'Indochine）在中國上海建造的分行大樓，位於今上海外灘，南鄰格林郵船大樓。大樓選址於當時上海公共租界的外灘29號，啟建於1911年，由英商通和洋行設計，協盛營造廠承建，並在1914年建成。目前，進駐此建築的是光大銀行外灘支行。

- 徐家匯聖依納爵主教座堂:徐家匯聖依納爵主教座堂，又稱天主之母堂，俗稱徐家匯天主教堂，位於徐匯區蒲西路158號。該教堂始建於清代光緒二十二年（1896年），是一座哥德式建築，曾被譽為“遠東第一大教堂”。1960年時，該教堂成為天主教上海教區的主教座堂。

- 上海展览中心：上海展覽中心，位於上海市中心靜安區延安西路1000號，建成於1955年，原名「中蘇友好大廈」，是上海的代表性建築之一，也是50年代上海市建造的首座大型建築和上海的第一個展覽館，中心部分模仿聖彼得堡的海軍部大廈中央塔樓，與北京展覽館一樣同屬俄羅斯古典主義建築風格。

- 會德豐國際廣場：會德豐國際廣場是位於上海南京西路1717號的一幢摩天大樓，緊鄰靜安寺。會德豐國際廣場由九龍倉集團開發，美國KPF建築師事務所設計，設有兩座附樓。大樓高270米，共54層。截止至2014年7月，大樓是上海浦西第一高樓，上海第五高樓。

- 静安别墅:靜安別墅，是位於上海靜安區的一片新式里弄住宅，曾被稱為「小上海」。住宅北臨南京西路，南臨威海路，西臨陝西北路，東臨茂名北路。靜安別墅是上海最大型的新式里弄，於民國21年建成，因地處靜安寺路(今南京西路)，故而得此名。1994年，靜安別墅入選第二批上海市優秀歷史建築。

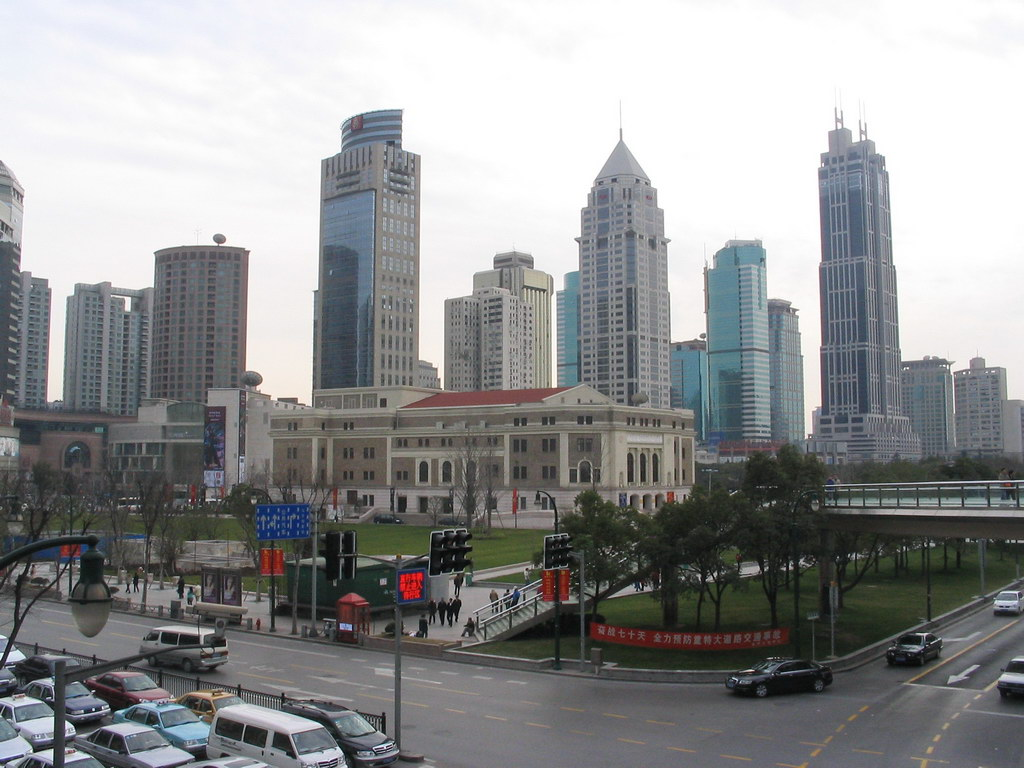
上海音乐厅

- 马勒别墅：位於上海市中心靜安區延安路南側，陝西南路30號。是一所具有濃郁的北歐風情的花園別墅。1926年就開始了設計的構思，據說這所房子是按照當年花園主人馬勒最為寵愛的小女兒的一個夢境所設計。設計用了3年隨後從1929年開工到1936年竣工，總共花費了10年時間。1989年，馬勒別墅入選第一批上海市優秀歷史建築。現由名為「衡山馬勒別墅飯店」的餐館使用。

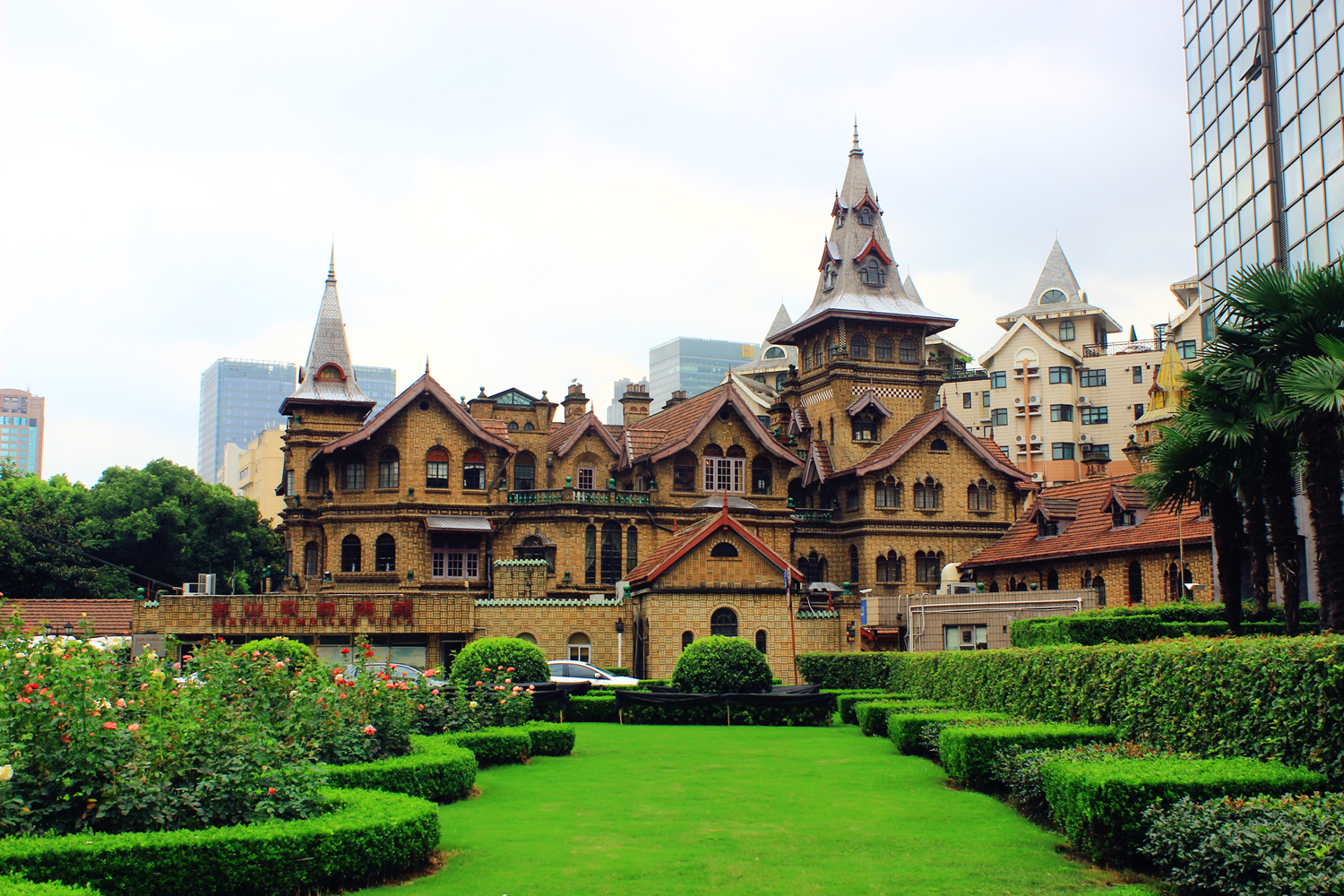
马勒别墅

- 上海蔡元培故居：上海蔡元培故居位於上海市靜安區華山路303弄16號，是蔡元培在上海的最後一處住所，1984年被列為上海市文物保護單位。

- 上海中山故居：上海中山故居位於上海市香山路東端，是1918年－1925年孫中山在上海期間的寓所。這是一幢2層樓的花園洋房，緊鄰復興公園（原法國公園）。孫中山在這裏曾進行過不少重要活動，如撰寫《實業計劃》、會見蘇聯特使越飛等。1945年以後被改為國父紀念館，現稱孫中山故居紀念館。

- 上海博物馆：上海博物館是一座位於黄浦区的大型中國古代藝術博物館，館藏珍貴文物12萬件，其中尤以青銅器、陶器與瓷器、書法、繪畫為特色。

- 何东上海公馆

- 上海音乐厅：上海音樂廳位於上海市黃浦區延安路西藏南路，建於1930年，原名南京大戲院，1949年改名為北京電影院，1959年再更名為上海音樂廳至今。上海音樂廳由華人建築師范文照設計，建築風格屬於上海地區少有的歐洲傳統風格。休息大廳十六根合抱的赭色大理石圓柱氣度不凡，觀眾廳的構圖簡介規範，複雜又不顯零亂，富有層次變化，色彩莊重淡雅，與其演繹的古典音樂有着驚人的統一。自然音響之佳，得到建築學專家及眾多的中外藝術家認同。著名的小提琴家斯特恩、阿卡多、祖克曼；鋼琴家拉籮查、傅聰、殷承忠，費城交響樂團的室內樂團、香港管弦樂團、中國交響樂團等都曾來此表演，並獲得巨大成功。

- 大上海电影院：大上海電影院（英語：Metropol Cinema），原名大上海大戲院，後曾改稱遵義電影院，位於上海西藏中路500號，是上海近代一家著名的劇院。建築由上海融融股份有限公司投資，委託華蓋建築師事務所設計，並由陳植所主持，於1933年11月建成。1989年，大上海電影院入選第一批上海市優秀歷史建築。

## 其他相关条目
- 浦东：浦西的对称
- 上海
- 外滩
- 上海历史
- 上海地理
- 上海行政区划